# 틴 타이탄 GO!

틴 타이탄 GO!의 로고

《틴 타이탄 GO!》(영어: Teen Titans Go! 틴 타이탄 고![*])는 DC 코믹스 슈퍼히어로 "틴 타이탄"을 원작으로 한 미국의 텔레비전 애니메이션 프로그램이다.
카툰 네트워크에서 2013년 4월 23일부터 방영 중이며, 전작인 《틴 타이탄》의 스핀오프이다.
본작을 기반으로 한 《틴 타이탄 GO! 투 더 무비스》영화가 2018년 7월 개봉하였다. 그리고 현재 카툰네트워크에서 시즌 7을 방영하고 있다.

## 등장인물

### 틴 타이탄 팀(영웅)
| 캐릭터     | 성우 (미국)     | 성우 (한국)   |
| ---------- | --------------- | ------------- |
| 로빈       | 스콧 멘빌       | 강수진→신용우 |
| 스타파이어 | 힌든 월치       | 정미숙→이지현 |
| 사이보그   | 카리 페이튼     | 김소형→홍진욱 |
| 레이븐     | 타라 스트롱     | 우정신→소연   |
| 비스트보이 | 그렉 사이프스   | 김정애→홍범기 |
| 범블비     | 오지오마 아칵하 | 양정화        |

### 하이브 팀(악당)
- 기즈모: 로봇을 잘 다룬다. 하이브의 대장이다.
- 맘모스: 엄청난 힘을 가지고 있다.
- 빌리 뉴머러스: 분신술을 할 수 있다.
- 시모어: 레이저를 발사한다.
- 징크스 : 파괴마법을 쓴다. 사이보그와 사귄다.파티를 좋아한다.

### 영웅

#### 저스티스 리그
- 배트맨
- 슈퍼맨
- 원더우먼
- 아쿠아맨
- 그린 랜턴
- 마션 맨헌터
- 사이보그: 사이보그는 어느날 저스티스 리그에 들어가게 되었다.

### 외부 인물
- 월리 T (WALLY T): 틴 타이탄의 유일한 팬이다. 그래서 타이탄에게 힘을 주었다. 특히 레이븐을 좋아한다.
- 스티키 조: 점프시의 떠돌이 거지이다. 늘 "안녕하슈!"라는 말만 한다. 가끔 그 외의 말도 한다.
- 실키: 스타파이어의 애완 나방 애벌레이다.
- 고든 국장: 배트맨의 동료이다.
- 트라이곤: 레이븐의 아빠이다. 전 우주 최악의 악마이기도 하다. 하지만 악마가 되기 전엔 정비사였다.
- 라이트 박사: 빛과 관련된 능력이 있는 악당이다.
- 농부: '일광 절약시간' 의 배후로 나온다. 자신의 가축들을 틴 타이탄과 싸우게 만든다
- 범블비: 벌처럼 작아지는 능력과 날아다니는 능력을 가지고 있는, 틴 타이탄의 6번째 팀원이 되지만 배트맨처럼 혼자 다닌다.
- 아쿠아래드: 레이븐을 좋아한다. 바다 생물과 대화하는 능력이 있는 히어로.
- 테라: 비스트보이의 전 여친이다. 돌을 자유자재로 다룰 수 있다. 발렌타인때 레이븐과 싸워 쓰레기장으로 떨어졌다.
- 블랙파이어: 스타파이어를 매우 싫어하는 스타파이어의 언니. 은하계 공개수범 1순위이다. 어느날 타이탄에게 좋은 언니가 되는 방법을 배워 스타파이어와 친해졌다 다시 멀어졌다.
- 우부: 외계 행성에서온 외계인 두부. 젖소를 이용해 지구를 박살내려는 작전이 있었지만 비스트보이에 의해 작전이 흐트러졌고 결국 사이보그에 의해 씹어먹힌다.
- 브라더 블러드: 하이브 학교의 수장. 남의 정신을 조종하거나 기억을 모조리 지울 수 있다.
- 킬러모스: 점프시 강 다리 밑에 주차되어있는 우주선에서 거주하는 일종의 나방 빌런이다. 하지만 스타파이어의 실키를 돌려주자 로빈, 비스트보이,사이보그는 돈을 받고 돌아가고 실키를 약성물에서 목욕을 하자 말도 하고 날아다닌다
- 컨트롤 프릭: 방송과 관련된 일로 자주 타이탄들을 곤란하게 하는 악당이다. 저번에 틴 타이탄, 스쿠비 두와 퀴즈쇼를 했지만 타이탄이 져서 퇴출될 뻔 했다.